# Rossford
Rossford ist eine City in Wood County im US-Bundesstaat Ohio und liegt am Maumee River. Das U.S. Census Bureau ermittelte bei der Volkszählung 2020 eine Einwohnerzahl von 6299.
Die Stadt liegt an der Kreuzung der Highways Interstate 75 und Ohio Turnpike.

## Geschichte
Rossford wurde von Edward Ford von der Libbey-Owens-Ford Glass Company gegründet. 1898 erwarb Ford ein Grundstück mit einer Größe von etwa 0,7 km2 am Maumee River, um dort die Edward Ford Plate Glass Company zu errichten. Als die Fabrik den Betrieb aufnahm, nannte Ford die entstandene Stadt Rossford, den Namen hatte er aus dem Nachnamen seiner zweiten Frau Caroline Ross mit seinem eigenen zusammengesetzt. Kurz nach Errichtung der Fabrik schuf Ford zur Erholung seiner Arbeiter in direkter Nachbarschaft des Werkes den Ford Club. Im Jahr 1998 ließ Rossford in der Nähe des aufgelösten Ford Club ein Denkmal zu seinem hundertjährigen Jubiläum der Stadtgründung errichten. Das Stadtjubiläum wurde mit einer Parade, einem Volksfest, einem Konzert und anderen Veranstaltungen gefeiert.

## Bildung
Zum Schulbezirk Rossford gehört eine öffentliche High School für die Klassen 9 bis 12, die Rossford High School, die öffentliche Rossford Junior High School für die Klassen 7 und 8 und drei öffentliche Elementary Schools, die Eagle Point School, Glenwood School, Indian Hills School, die bis zur 6. Klasse führen. Dazu kommt noch die bis zur 8. Klasse führende katholische All Saints Catholic School. Das Gebäude der früheren Lime City School wird nicht mehr genutzt, die Walnut Street School wurde abgerissen. Das Gebäude der Alter Elementary School wird jetzt von der All Saints Catholic School genutzt.

## Demografie
Nach der Volkszählung im Jahr 2000 lebten in Rossford 6406 Menschen; es wurden 2610 Haushalte und 1743 Familien gezählt. Die Bevölkerungsdichte betrug 575 Einwohner pro km². Es wurden 2736 Wohneinheiten erfasst. Ethnisch betrachtet setzte sich die Bevölkerung zusammen aus 96,3 % weißer Bevölkerung, 1,3 % Afroamerikanern, 0,2 % amerikanischen Ureinwohnern, 0,8 % Asiaten und 0,5 % aus anderen ethnischen Gruppen; 0,9 % gaben die Abstammung von mehreren Ethnien an. 1,7 % der Einwohner waren spanischer oder lateinamerikanischer Abstammung.
Von den 2610 Haushalten hatten 32,2 % Kinder oder Jugendliche, die mit ihnen zusammen lebten. 52,4 % waren verheiratete, zusammenlebende Paare, 10,9 % waren allein erziehende Mütter und 33,2 % waren keine Familien. 28,4 % waren Singlehaushalte und in 11,7 % lebten Menschen im Alter von 65 Jahren oder darüber. Die durchschnittliche Haushaltsgröße betrug 2,45, die durchschnittliche Familiengröße 3,04 Personen.
Die Bevölkerung verteilte sich auf 25,4 % unter 18 Jahren, 8,7 % von 18 bis 24 Jahren, 29,2 % von 25 bis 44 Jahren, 22,9 % von 45 bis 64 Jahren und 13,8 % von 65 Jahren oder älter. Das durchschnittliche Alter (Median) betrug 37 Jahre. Auf 100 weibliche Personen kamen 92,3 männliche Personen und auf 100 erwachsene Frauen ab 18 Jahren kamen 87,7 Männer.
Das jährliche Durchschnittseinkommen eines Haushalts (Median) betrug 43.776 US-$, das Durchschnittseinkommen einer Familie 57.442 $. Männer hatten ein Durchschnittseinkommen von 40.516 $, Frauen 27.560 $. Das Pro-Kopf-Einkommen betrug 25.119 $. Unter der Armutsgrenze lebten 2,7 % der Familien und 3,7 % der Einwohner, darunter 3,4 % der Einwohner unter 18 Jahren und 3,0 % der Einwohner im Alter von 65 Jahren oder älter.